# Cambarus williami
Cambarus williami е вид ракообразно от семейство Cambaridae. Видът е почти застрашен от изчезване.

## Разпространение и местообитание
Разпространен е в САЩ (Тенеси).
Обитава крайбрежията на сладководни басейни, реки и потоци.